# Catopsilia
Catopsilia és un gènere lepidòpters papilionoïdeu de la família dels pièrids (Pieridae), subfamília Coliadinae.
Gènere present a les Illes Canàries, Àfrica, sud-est d'Àsia i Austràlia.

## Taxonomia
Espècies, ordenades alfabèticament.
- Catopsilia florella (Fabricius, 1775)
- Catopsilia gorgophone (Boisduval, 1836)
- Catopsilia pomona (Fabricius, 1775)
- Catopsilia pyranthe (Linnaeus, 1758)
- Catopsilia scylla (Linnaeus, 1763)
- Catopsilia thauruma (Reakirt, 1866)

## Galeria

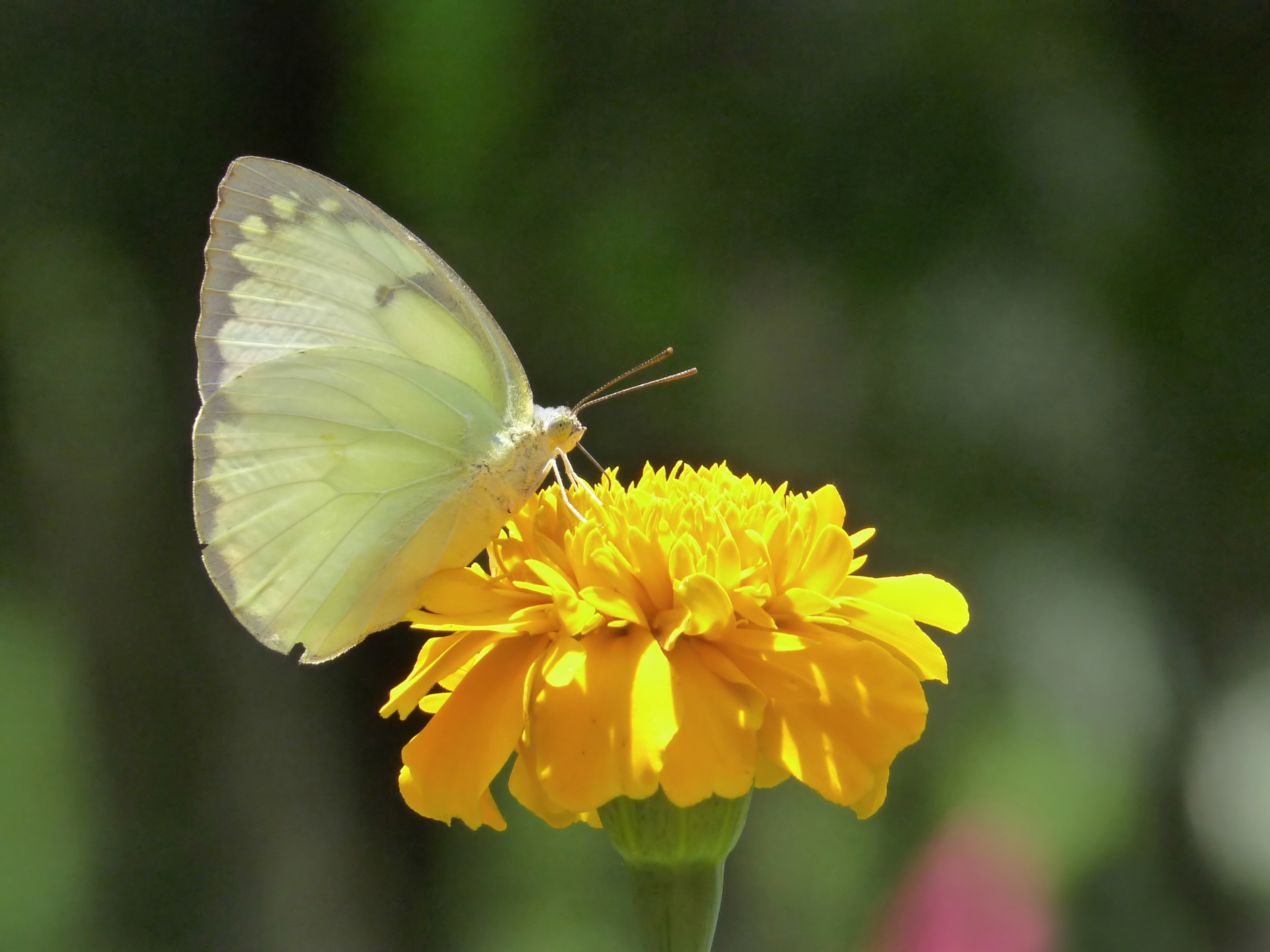
Catopsilia pomona
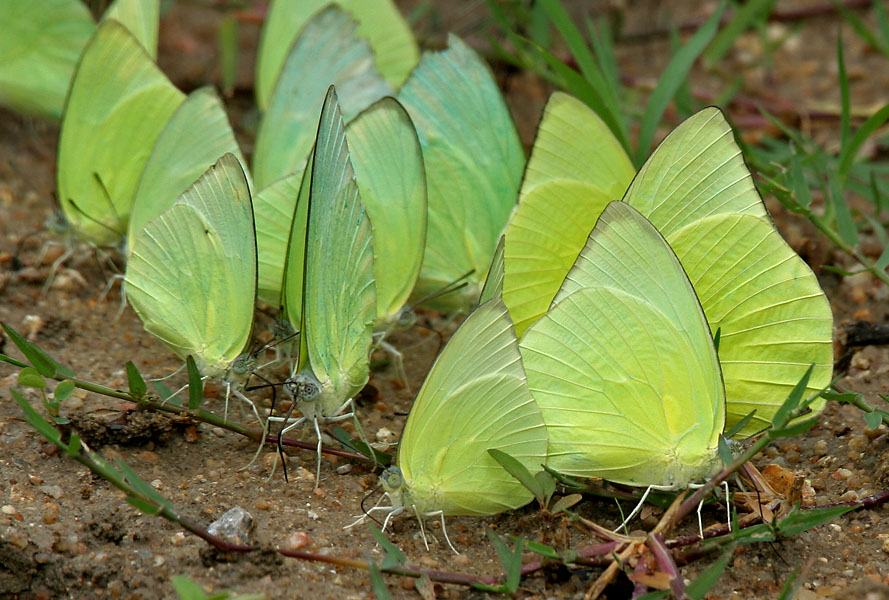
Catopsilia pomona
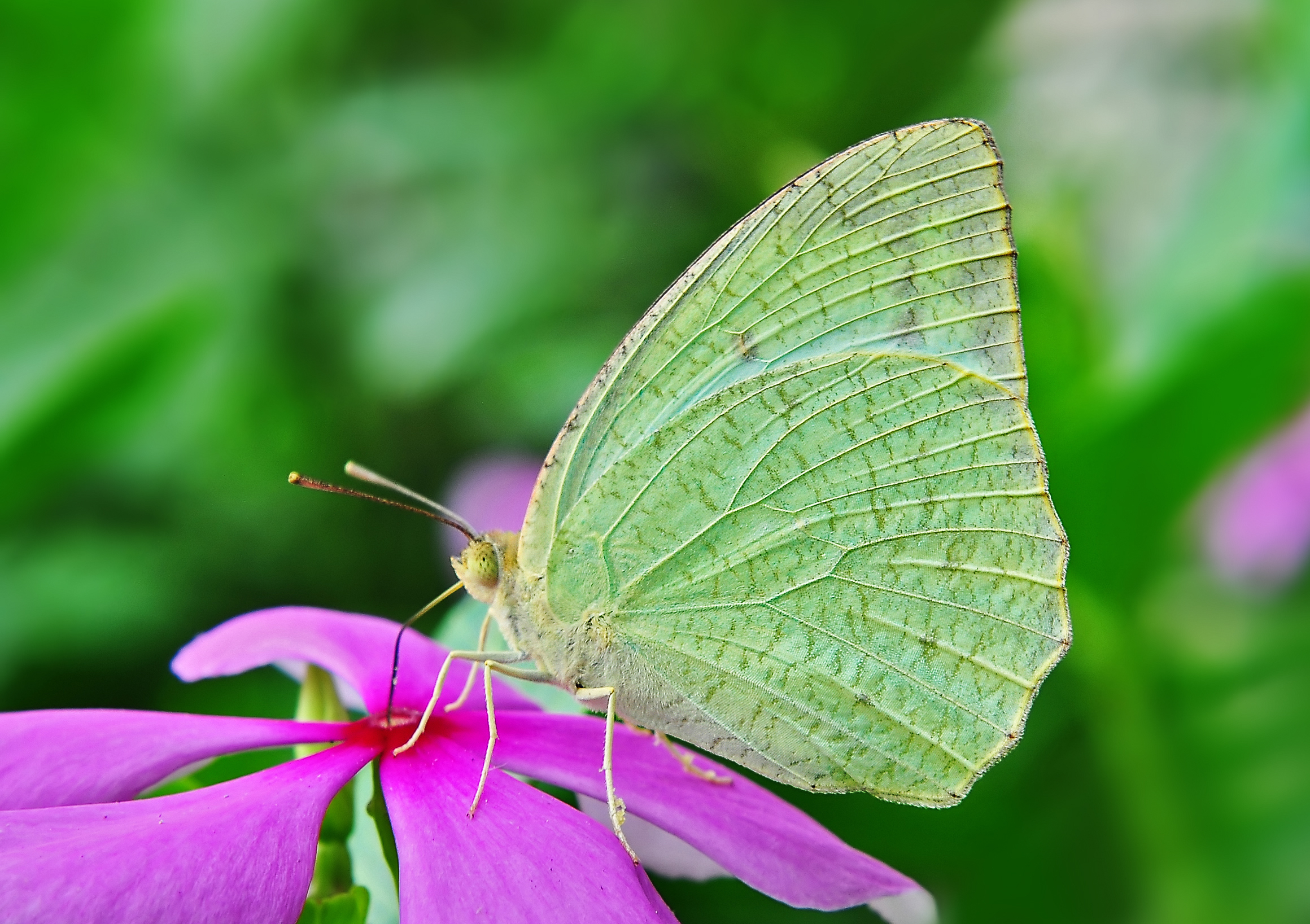
Catopsilia pyranthe
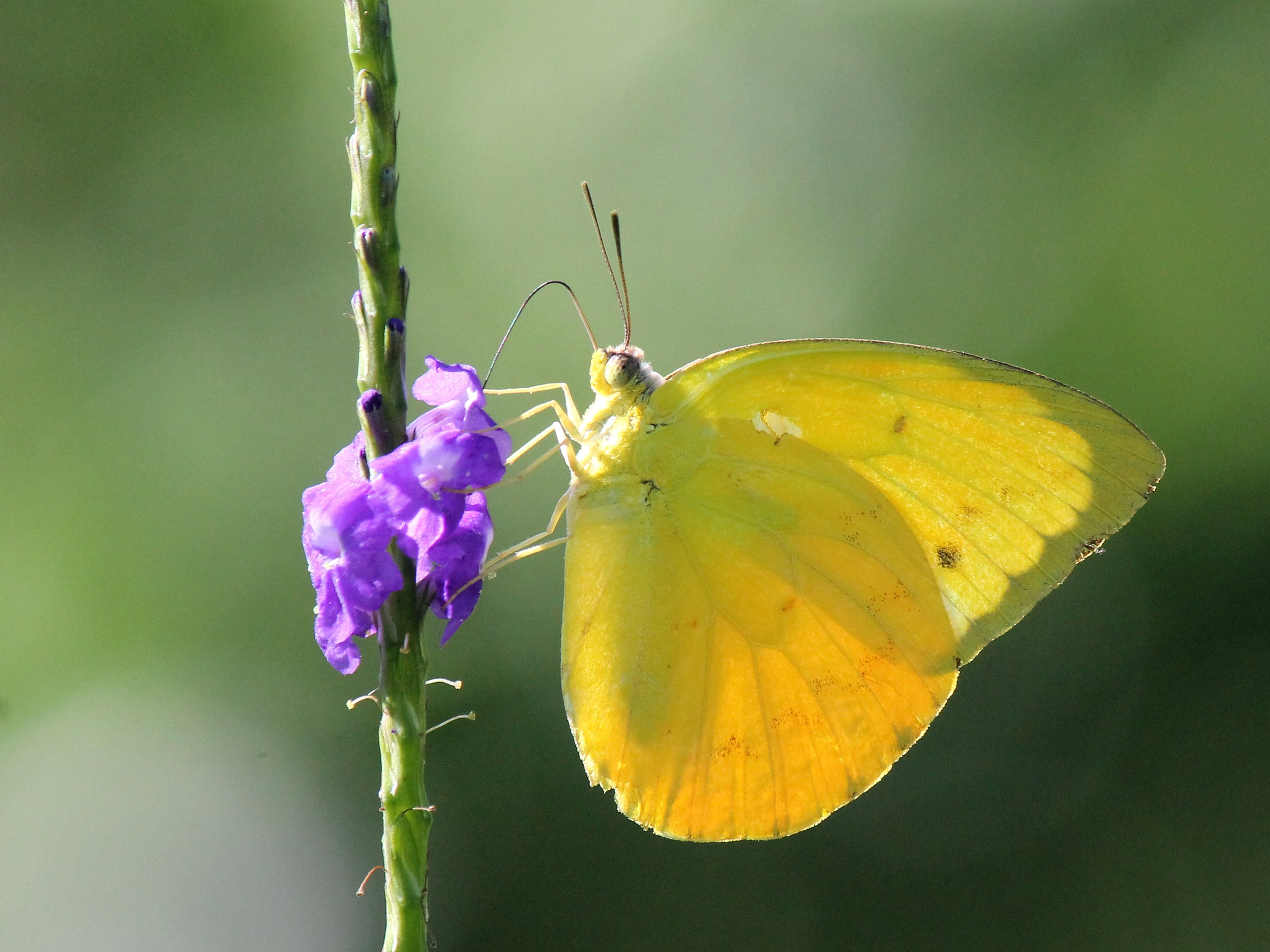
Catopsilia scylla